# Darwinivelia
Darwinivelia is een geslacht van wantsen uit de familie van de Mesoveliidae (bladlopers). Het geslacht werd voor het eerst wetenschappelijk beschreven door Andersen & Polhemus in 1980.

## Soorten
Het genus bevat de volgende soorten:

- Darwinivelia angulata J. Polhemus & Manzano, 1992
- Darwinivelia fosteri Andersen & J. Polhemus, 1980
- Darwinivelia polhemi Carvalho, 1984